# Żmurnaje
Żmurnaje (biał. Жмурнае; ros. Жмурное, Żmurnoje) – wieś na Białorusi, w obwodzie homelskim, w rejonie lelczyckim, w sielsowiecie Stodolicze.